# Sibonga
Sibonga é um município de  terceira classe de renda municipal (d) na província Cebu, nas Filipinas. De acordo com o censo de 1 de maio  de  2020 possui uma população de 53 424 pessoas e 12 457 domicílios.